# Thuận Nam (huyện)
Thuận Nam là một huyện ven biển nằm ở cực nam tỉnh Ninh Thuận, Việt Nam.

## Địa lý
Huyện cách Thành phố Hồ Chí Minh 324 km theo Quốc lộ 1, cách thành phố Phan Rang khoảng 40 km, cách thành phố Nha Trang khoảng 120 km.
Huyện Thuận Nam nằm ở cực nam tỉnh Ninh Thuận, có vị trí địa lý:
- Phía bắc giáp huyện Ninh Phước.
- Phía tây giáp huyện Ninh Sơn.
- Phía nam giáp huyện Tuy Phong, tỉnh Bình Thuận.
- Phía đông giáp Biển Đông.

Huyện Thuận Nam có diện tích là 563,33 km², dân số năm 2019 là 54.768 người, mật độ dân số đạt 101 người/km².
Đây cũng là địa phương có tuyến Đường cao tốc Cam Lâm – Vĩnh Hảo đi qua.

## Hành chính
Huyện Thuận Nam có 8 đơn vị hành chính cấp xã trực thuộc, bao gồm 8 xã: Cà Ná, Nhị Hà, Phước Diêm, Phước Dinh, Phước Hà, Phước Minh, Phước Nam (huyện lỵ) và Phước Ninh.

## Lịch sử
Trước năm 2009, địa bàn huyện Thuận Nam ngày nay thuộc huyện Ninh Phước.
Ngày 10 tháng 6 năm 2009, Chính phủ ban hành nghị quyết số 26/NQ-CP về việc:
- Thành lập xã Phước Ninh trên cơ sở điều chỉnh 2.686,69 ha diện tích tự nhiên và 4.292 nhân khẩu của xã Phước Nam
- Thành lập xã Cà Ná trên cơ sở điều chỉnh 1.307,82 ha diện tích tự nhiên và 8.537 nhân khẩu của xã Phước Diêm
- Tách 8 xã: Cà Ná, Phước Diêm, Phước Ninh, Phước Nam, Phước Minh, Phước Dinh, Nhị Hà và Phước Hà thuộc huyện Ninh Phước để thành lập huyện Thuận Nam.

Huyện Thuận Nam có 56.452,62 ha diện tích tự nhiên và 54.768 nhân khẩu với 8 đơn vị hành chính cấp xã trực thuộc như hiện nay.

## Du lịch
- Cánh đồng muối ở biển Cà Ná
- Mũi Dinh.

## Danh nhân
- Nhạc sĩ Từ Công Phụng.